# Quercus depressipes
Quercus depressipes es una especie de roble de la familia Fagaceae. Está clasificada en la sección Quercus, que son los robles blancos de Europa, Asia y América del Norte. Tienen los estilos cortos; las bellotas maduran en 6 meses y tienen un sabor dulce y ligeramente amargo, el interior de la bellota tiene pelo. Las hojas carecen de una mayoría de cerdas en sus lóbulos, que suelen ser redondeados.

## Descripción
Quercus depressipes es un arbusto semi-perennifolio que no excede de 1 o 2 m de altura, con ramas rizomatosas, en matorrales densos. La corteza es gris y escamosa, las ramas, cuando son jóvenes, tienen un color marrón; mientras que cuando son más viejas tienen un color gris rojizo, a veces peludas, con discretas lenticelas. Los brotes son marrones, globosos, sin pelos, de 1-2 mm de largo. Las estípulas pronto caducas. Las hojas miden 1-3 x 0,8-2,5 cm, gruesas, coriáceas, oblongas a elípticas o obovales. El ápice redondeado o subagudo, la base en forma de corazón, verde, azul y sin pelo en ambos lados, los márgenes enteros remotamente dentados cerca del ápice (con 1-4 pares de dientes mucronado), un poco retorcido y ondulado, con 5-6 pares de venas y el pecíolo de 1-2 mm. Las flores aparecen en primavera y los amentos masculinos son 2 cm de largo. Las bellotas son de color marrón, elípticas, de 1 a 1,5 cm, por separado o en parejas, ápice redondeado, sin pelo, pedúnculo de 1 a 3 cm de largo glabros; taza de escamas algo verrugosa, cubriendo 1/4 a 1/2 de la bellota; cotiledones connados, madura en un año.

## Distribución
Este roble se encuentra en México, diseminados en las altas elevaciones, más concretamente a los estados mexicanos de Chihuahua, Durango, al sur de Zacatecas y el norte de Jalisco y en los EE. UU., en el estado de Texas, concretamente en el Monte Livermore en Davis Mountains desde los 2100 a los 3000 m de altitud, en zona muy restringida.

## Hábitat
Es resistente a todo tipo de suelos, pero prefiere los suelos calcáreos, secos.

## Taxonomía
Quercus depressipes fue descrita por William Trelease y publicado en Memoirs of the National Academy of Sciences 20: 90, pl. 144. 1924.
Etimología
Quercus: nombre genérico del latín que designaba igualmente al roble y a la encina.
depressipes: epíteto latíno que significa "hundido, deprimido".
Sinonimia
- Quercus bocoynensis C.H.Mull.
- Quercus oblongifolia var. pallidinervis Trel.	[6][7]